# Psychilis atropurpurea
Psychilis atropurpurea är en orkidéart som först beskrevs av Carl Ludwig von Willdenow, och fick sitt nu gällande namn av Ruben Primitivo Sauleda. Psychilis atropurpurea ingår i släktet Psychilis och familjen orkidéer. Inga underarter finns listade i Catalogue of Life.